# 双规
双规或两规，是“要求有关人员在规定的时间、地点就案件所涉及的问题作出说明”的简称，是1994年至2018年间中国共产党纪律检查机关根据《中国共产党纪律检查机关案件检查工作条例》第二十八条第三款，在进行党内纪律检查案件调查时曾采取的措施之一。
两指，是“责令有违反行政纪律嫌疑的人员在指定的时间、地点就调查事项涉及的问题作出解释和说明”的简称，是1997年至2018年间国家行政监察机关依据《中华人民共和国行政监察法》第二十条第三款规定，在进行国家行政监察案件调查时曾采取的措施之一。
“两规”、“两指”是指贪污贿赂案件涉案人员在接受检察机关立案侦查前首先受到纪检监察机关党内隔离审查与行政监察调查。主要目的是防止被调查人拖延时间、逃避调查，甚至串供、外逃。其中，“两规”措施依法仅适用于中共党员。
2018年深化国家监察体制改革后，《中华人民共和国行政监察法》废止，“两规”、“两指”同时取消。根据新实施的《中华人民共和国监察法》，国家监察机关有权对涉案公职人员采取留置措施。

## 法源
1994年3月25日中共中央纪律检查委员会印发的《中国共产党纪律检查机关案件检查工作条例》第二十八条规定：“凡是知道案件情况的组织和个人都有提供证据的义务。调查组有权按照规定程序，采取以下措施调查取证，有关组织和个人必须如实提供证据，不得拒绝和阻挠。……（三）要求有关人员在规定的时间、地点就案件所涉及的问题作出说明；……”该规定简称“两规”，又称“双规”。
1990年12月9日国务院颁发的《中华人民共和国行政监察条例》第二十一条规定，“监察机关在检查、调查中有权采取下列措施：……（五）责令有关人员在规定的时间、地点就监察事项涉及的问题作出解释和说明；……”
1997年5月9日第八届全国人民代表大会常务委员会第二十五次会议通过，根据2010年6月25日第十一届全国人民代表大会常务委员会第十五次会议《关于修改〈中华人民共和国行政监察法〉的决定》修正的《中华人民共和国行政监察法》第二十条规定：“监察机关在调查违反行政纪律行为时，可以根据实际情况和需要采取下列措施：……（三）责令有违反行政纪律嫌疑的人员在指定的时间、地点就调查事项涉及的问题作出解释和说明，但是不得对其实行拘禁或者变相拘禁；……”
|                      | 两规 | 两指 |
| -------------------- | --- | --- |
| 授權机关             | 中国共产党中央委员会 | 全国人民代表大会常务委员会                                                                                           |
| 法規性質             | 党内规定 | 一般法律 |
| 法規前身             | 《中國共產黨紀律檢查機關案件檢查工作條例（試行）》 | 《中華人民共和國行政監察條例》                                                                                       |
| 授权法源             | 《中國共產黨紀律檢查機關案件檢查工作條例》第二十八條第三款 | 《中華人民共和國行政監察法》第二十條第三款                                                                           |
| 行使部門             | 中國共產黨紀律檢查機關 | 人民政府行政監察機關                                                                                                 |
| 使用對象             | （黨內違紀案件）「有關人員」 | 有違反行政紀律嫌疑的人員                                                                                             |
| 是否可以限制人身自由 | 对人身自由进行限制的党内措施，组织内部涉及党员人身自由的最为严厉的强制手段 | 責令有違反行政紀律嫌疑的人員在指定的時間、地點就調查事項涉及的問題作出解釋和說明，但是不得對其實行拘禁或者變相拘禁。 |
| 使用審批權限         | 向纪委常委提出双规建议，在经纪委常委同意后才能采取双规；但特殊人员须任命机关同意，如直属部门一把手、政府组成局一把手的双规必须报请同级党委同意；如果涉及同级党委的组成人员，必须报请上级纪检部门，并移送上级纪检部门管辖；中央委员必须报请中央同意。 | 缺 |
| 使用時間限制         | 申请时批具 | 缺 |
| 是否折抵刑期         | 否 | 否 |
| 生效時間             | 1994年5月1日 | 1997年5月9日 |

## 问题与局限
根据《中华人民共和国刑事诉讼法》的规定，涉及人身自由的强制措施包括传唤、刑事拘留、逮捕、监视居住、取保候审等。但纪委办案不适用《中华人民共和国刑事诉讼法》，“两规”“两指”无明确的期限限制；不在第三方羁押场所（看守所）执行；审批走党内程序；律师不能会见，家属更不能会见；如判处有期徒刑，“两规”期间不能折抵刑期；纪委“两规”期间的讯问笔录不作为证据在法庭上使用。
“两规”“两指”措施给纪检监察机关办案带来便利，也是反腐败斗争的现实需要。但“两规”作为限制人身自由的措施，仅以党内条例为依据，缺乏法律依据，不符合法治精神。而且纪委取证事后还必须由人民检察院走程序，经人民检察院再“固定”证据，然后才能进入诉讼。
“两规”通常用於查處中共党员中的腐敗分子，但也有“两规”被违规使用在非党员身上的案例。“两指”可用來調查所有涉嫌違反紀律的人員，但通常只對非中共黨員進行。被“两规”的官員通常被從家或辦公室帶走，或在參加會議時被限制人身自由。通常規定的地點是賓館等地。被“两规”“两指”的人员未清楚說明事件前不能離開，變相成為軟禁。

### 对“两规”“两指”的规范
1998年，中央纪委监察部印发的《关于纪检监察机关依法采用“两指”“两规”措施若干问题的通知》指出，“当前各级纪检监察机关采用『两指』『两规』措施存在一些不容忽视的问题”。该通知規範了“两指”“两规”措施的使用。2001年2月19日《中共中央纪委监察部关于正确使用“两规”“两指”措施的通知》称，2000年12月中央领导曾对浙江台州纪检监察机关在使用“两规”措施过程中发生的一起严重违纪违法事件作出批示：“确实存在逼供信现象，需要引起十分注意，也要研究一些切实可行的措施。”该通知进一步规范了“两规”“两指”措施的使用
在此前后，1999年10月，全国纪检监察机关办案工作经验交流会议指出，使用“两规”“两指”措施必须按照党内法规和国家法律的规定进行。2000年1月，中共中央办公厅下发《关于纪检机关使用“两规”措施的办法（试行）》，对正确使用“两规”做了明确规定。2001年出台的《中共中央纪委监察部关于正确使用“两规”“两指”措施的通知》，对“两规”“两指”措施的使用提出七项要求。
2005年5月底，中央纪委办公厅和中共中央办公厅分别下发中纪办发〔2005〕7号和中办发〔2005〕28号文件，主题都是“完善查办案件协调机制，进一步改进和规范‘两规’措施”，规定了措施适用对象，并第一次对“两规”时限加以约束，即“不得超过案件调查时限”。如延期则面临更严格的审批程序。
2012年，中央纪委印发《中央纪委关于使用“两规”措施的规定》。
经过规范后，“两规”“两指”措施的使用有了比以往更严格的限制。“两规”只能由纪检机关使用。县级以上（含县级）纪检机关和地市级（含地市级）以上纪委的派驻纪检组，党和国家机关内设的处级以上（含处级）纪检组、国有大型企业、中共中央和国务院直属事业单位的纪委（纪检组）有权使用“两规”措施。县级以下纪委根据实际情况和需要认为确有必要使用“两规”措施的，应经县级以上（含县级）纪检机关批准并派人员指导。“两指”措施必须由县级以上行政监察机关决定，其他任何组织和个人包括调查人员个人均无权决定。